# Ghiacciaio Berwick
Il ghiacciaio Berwick è un ghiacciaio tributario lungo circa 26 km situato sulla costa di Shackleton, all'interno della regione sud-occidentale della Dipendenza di Ross, nell'Antartide orientale. Il ghiacciaio, il cui punto più alto si trova a circa 2400 m s.l.m., fluisce verso sud-est partendo dal versante meridionale del monte Falla, nei monti della Regina Alessandra, e scorrendo tra la cresta Martin e i monti Adams, a nord, e i monti Marshall, a sud, fino a unire il proprio flusso, a cui nel frattempo si è unito quello del ghiacciaio Moody, a quello del ghiacciaio Beardmore.

## Storia
Il ghiacciaio Berwick è stato scoperto durante la spedizione Nimrod (conosciuta anche come spedizione antartica britannica 1907-09), condotta dal 1907 al 1909 e comandata da Ernest Henry Shackleton, ma è stato così battezzato solo in seguito dai membri della spedizione Terra Nova (o  British Antarctic Expedition) (1910–13) in onore della nave HMS Berwick, il vascello su cui era imbarcato il luogotenente Jameson B. Adams, che aveva fatto parte della spedizione inglese. La mappa originale della spedizione, e le mappe successive derivate da questa, hanno scambiato la posizione del ghiacciaio Berwick e del ghiacciaio Swinford. Quest'ultimo è posizionato in realtà 12 miglia nautiche (22 km) a sudovest.